# Triana Este
Triana Este es uno de los cinco barrios en que se divide el distrito de Triana, Sevilla (España). Está situado en la zona centro-sur del distrito. Limita al norte con el barrio Triana Oeste; al este, con el barrio Triana Casco Antiguo; al sur, con el barrio de Los Remedios; y al oeste, con los barrios de El Tardón-El Carmen y Barrio León.